# Schlacht von Alamo
Gonzales – Goliad – Lipantitlán – Concepción – Grass Fight – Béxar – San Patricio – Agua Dulce – Alamo – Sisal – Refugio – Coleto – Massaker von Goliad – Matamoros – San Jacinto – Brazos River – Galveston
Die Schlacht von Alamo wurde vom 23. Februar bis zum 6. März 1836 um Fort Alamo ausgetragen, eine ehemalige spanische Missionsstation in der heute texanischen Stadt San Antonio. Sie gilt als ein Symbol für den Freiheitskampf der englischsprachigen Texaner. Als Teil des Texanischen Unabhängigkeitskrieges fand die Schlacht zwischen den mexikanischen Truppen unter dem Präsidenten Antonio López de Santa Anna und den bei dieser Schlacht mit etwas mehr als 200 Soldaten unterlegenen Verteidigern statt, die unter anderem von William Travis geführt wurden.
Die Niederlage war – auch für die Widerständler – absehbar. Während und nach der Schlacht wurden alle Verteidiger getötet. Die sich in Alamo aufhaltenden Zivilisten, darunter Frauen und Kinder, wurden größtenteils verschont. Nach dem Fall von Alamo erhielt die texanische Armee starken Zulauf und konnte letztlich den Unabhängigkeitskrieg für sich entscheiden.

## Historischer Kontext
Nach dem Ende des Mexikanischen Unabhängigkeitskrieges 1821 war das unabhängige Mexiko mehreren Machtwechseln und Umstrukturierungen unterworfen. 1833 wurde Santa Anna Präsident und regierte anschließend diktatorisch, wobei er sich für einen zentralistischen Staat einsetzte. Mit Santa Annas Machtübernahme verschlechterten sich die Bedingungen für die föderalistisch gesinnten Einwanderer in Tejas (Texas), und die Immigration wurde stärker beschränkt. Als schließlich der Texanische Unabhängigkeitskrieg ausbrach und mit ihm die Annektierung mexikanischen Territoriums durch angloamerikanische Einwanderer begann, besiegten die Texaner anfänglich mehrere Heeresverbände der Mexikaner und vertrieben schließlich im Dezember 1835 die Truppen von Martín Perfecto de Cos, dem Schwager Santa Annas, aus San Antonio und Alamo.
Um die Besatzer wieder zurückzudrängen, sammelte Santa Anna eine Armee von rund 7000 Mann um sich. In Alamo übernahm James C. Neill das Kommando über die Garnison. Da er nur etwa 80 Mann zur Verfügung hatte, bat er die provisorische Regierung um weitere Truppen; er erhielt insgesamt jedoch nur knapp 30 Mann unter dem Kommando von James Bowie, die die Waffen abtransportieren und die Festung zerstören sollten. Da aber keine Zugtiere zum Abtransport vorhanden waren, verstärkte Bowie stattdessen Alamo und erhielt am 2. Februar mit William Travis weitere 30 Mann Unterstützung. Neill verließ Alamo, an seiner statt schlossen sich der Kongressabgeordnete Davy Crockett aus Tennessee und weitere Freiwillige der Garnison an. Das Kommando teilten sich Travis und Bowie, der den Freiwilligen vorstand.

## Belagerung und Schlacht von Alamo
Am 23. Februar 1836 tauchten die Truppen Santa Annas bei Alamo auf. Dreizehn Tage lang belagerten sie die Mission; dabei konnten mehrere Boten mit Hilferufen aus dem und Verstärkungstruppen in das Fort gelangen. Die letzten Unterstützungstruppen aus Gonzales erreichten Alamo am 2. März. Am 6. März begannen rund 1800 Mexikaner mit dem Sturm auf die Festung, der erst im dritten Anlauf und unter großen Verlusten gelang. Die meisten Verteidiger kamen bei dem Kampf ums Leben; die überlebenden Soldaten, auch Davy Crockett, wurden anschließend auf Befehl Santa Annas hingerichtet. Auch einige der Zivilisten und Kinder fanden während des mexikanischen Sturms den Tod.

## Folgen
Die Schlacht von Alamo wurde zum Symbol des Unabhängigkeitskrieges und mobilisierte die Texaner. Der Stoff wurde mehrfach in den Medien verarbeitet, unter anderem in den Filmen Alamo (1960), Alamo – 13 Tage bis zum Sieg (1987) und Alamo – Der Traum, das Schicksal, die Legende (2004) sowie in dem Folksong Remember the Alamo von Jane Bowers.